# Nancy Vallecilla
Nancy Vallecilla (nacida el 24 de noviembre de 1957) es una atleta ecuatoriana retirada, que compitió en las pruebas de obstáculos y Heptatlón.

## Carrera Deportiva
Representó al Ecuador dos veces en los Juegos Olímpicos de Verano: Juegos Olímpicos de Moscú 1980 y Juegos Olímpicos de Seúl 1988.
Vallecilla terminó quinto en pentatlón en los Juegos Panamericanos de 1979, así como cuarto (1987) y séptimo (1979) en los 100 metros con vallas en los Juegos Panamericanos del mismo año.